# میهائلا بنه
میهائلا بنه (رومانیایی: Mihaela Bene؛ زادهٔ ۳ ژوئیهٔ ۱۹۷۳) قایقران اهل رومانی است. وی در بازی‌های المپیک تابستانی ۱۹۹۶ شرکت کرده است.